# U-59号潜艇 (1938年)
U-59号（德語：U 59）是纳粹德国战争海军建造的八艘II-C型近岸潜艇（或称U艇）之一。它由基尔的德意志造船厂承建，于1938年10月12日下水，至1939年3月4日交付使用。第二次世界大战期间，该艇曾执行过十三次巡逻作战，共计击沉19艘、全损1艘同盟国或中立国舰船，累积总吨位为39,937吨。1945年4月30日，U-59号在基尔退役，至同年5月3日自沉，残骸其后被打捞上岸拆解报废。

## 设计
II级潜艇是从一战中德意志帝国海军的UB级和UF级近岸潜艇发展而来。其外观尺寸小，造价便宜且易于生产，在很短时间内便能造好。这款艇具在设计上吸收了为芬兰海军定制的欧洲水鼬号的优点，是非常出色的训练艇。但由于它们体积较小，在海面上容易剧烈颠簸，因此也被德国人戏称为“独木舟”（Einbaum）。尽管如此，一些II级艇在训练任务与战斗行动中表现相当出色，许多II级艇的衍生型号也相继被建造出来。
U-59号是一款用于近岸水域作战的II-C型单壳体潜艇，它与前型很容易从外形上识别出来，因其司令塔的正面平滑且设置了第二部潜望镜，而不像II-A和II-B型那样呈梯状。为了进一步扩大续航力，该型艇的耐压壳在II-B型的基础上延长了1.4米，从而使全长达到43.9米。增加的部分用作在艇舯部插入两个额外的隔间，以容纳改进的无线电设施，并使燃料舱搭载量达到大约23吨。艇只的舷宽4.08米、高8.4米，并有3.82米的吃水深度，水上和水下排水量则分别增加至291吨和341吨。II-C型艇采用两台曼海姆发动机厂（MWM）生产的六缸四冲程350匹公制馬力（260千瓦特）柴油机用于水面运行，以及两台各配备36个AFA蓄电池组的205匹公制馬力（150千瓦特）西门子-舒克特（SSW）电动发电机用于水下航行；水面最高航速12節（22每小時），水下7節（13每小時）；能够在水面以8節（15每小時）航速续航3,800海里（7,000），或以4節（7.4每小時）连续在水下航行42海里（78）而无需充电。它具备双轴和两副直径为0.85米的螺旋桨，具备在80－150米的深度运行的能力，紧急下潜需时30秒。
武器装备方面，U-59号在艇艏内置有三具管径为533毫米的鱼雷发射管，呈倒三角形布置，其中左舷一具、右舷一具、底部的中线上还有一具；它们合共配备5枚G7型鱼雷，或可携带最多12枚TMA水雷。此外，该艇还搭载有一门20毫米30式高射炮作为甲板炮。其标准船员编制为3名军官及22名水兵。

## 历史
1937年6月17日，海军造舰局正式将八艘II-C型潜艇（U-56至U-63号）的建造合同发包予基尔的德意志造船厂。其中U-59号于1937年10月5日开始铺设龙骨，1938年10月12日下水，至1939年3月4日在首度担任艇长的海军中尉哈拉尔德·于尔斯特的指挥下交付使用。完成海试后，该艇成为驻基尔的埃姆斯曼潜艇区舰队的一份子，先后担任训练艇和作战艇直至1939年12月31日。当U艇编制于1940年1月1日重组时，它又加入了同驻基尔的第1潜艇区舰队担任前线艇。同年底退出前线任务后，U-59号从1941年1月1日到1944年6月30日在驻戈滕哈芬的第22潜艇区舰队服役。自1944年7月1日起，它以教学艇身份换编至驻皮劳的第19潜艇区舰队。随着苏联红军于1945年初发动东普鲁士攻势下，德国人被迫放弃皮劳基地，该艇遂跟随区舰队自1945年2月起移驻基尔，直至同年4月30日退役。5月3日，U-59号根据长期生效的“彩虹命令”而自行凿沉，尽管该命令在一天后便由海军元帅卡尔·邓尼茨撤销。沉没地点大致位于54°21′N 10°09′E / 54.350°N 10.150°E处。艇只残骸战后被打捞上岸并拆解报废。
第二次世界大战期间，U-59号完成了十三次巡逻，共计击沉19艘、全损1艘同盟国或中立国舰船，击伤1艘英国商船，累积总吨位为47,946吨。

### 作战巡逻

#### 于尔斯特时期
U-59号的前八次巡逻都是在于尔斯特的指挥下进行的，作战范围涵盖波罗的海、北海北部以及苏格兰和英格兰沿岸。它的首个战功是在1939年10月28日凌晨03:15的第二次巡逻期间取得，当时于尔斯特在设得兰群岛的西南部海域用火炮拦截了英国拖网渔船圣尼丹号（St. Nidan，565总吨），并命令船员弃船。4:25，另一艘英国拖网渔船猞猁二号（Lynx II，250总吨）出现，德国潜艇也试图用火炮拦截它，但直到向后者船桥开了三枪后，其船员才弃船而去。第二艘渔船于06:55分、第一艘则至08:30分被分别装药凿沉。两天后，即10月30日23:35，U-59号又在萨姆堡角以西约100海里（190）处发射鱼雷击沉了容积总吨为655吨、由英国皇家海军征用的武装拖网船北部流浪者号（HMS Northern Rover），造成船上26名官兵全体阵亡。
1939年11月30日至12月8日执行的第三次巡逻是一次布雷行动，U-59号于12月5日在洛斯托夫特附近的科克尔灯船周边、即编号为AN-7635的海军网格内共敷设了九枚水雷，造成2艘英国舰船沉没。首个受害者是被英国皇家海军征用作扫雷艇的拖网船华盛顿号（HMS Washington，209总吨），它于一天后在大雅茅斯的滨海凯斯特附近触雷，船上8名官兵仅1人幸存。注册吨位为496吨的英国煤船马维克角号（Marwick Head）则是12月12日在北凯斯特浮标以南约0.5海里（0.93）处触雷沉没，造成5名船员丧生。
1939年12月14日上午，U-59号从威廉港出发，前往北海和英格兰东岸执行第四次巡逻。经过五天的航行，它于12月19日经由布伦斯比特尔和威廉皇帝运河返抵基尔。在这次水面行程943海里（1,746）、水下行程86海里（159）的行动中，该艇分别于16日和17日在英格兰以东海域接连击沉4艘累计为5,393总吨的中立北欧籍商船。而在接下来于1940年1月14日至22日执行、行程类似的第五次巡逻期间，于尔斯特又大雅茅斯以东约13海里（24）处发射鱼雷击中了无护航的法国货船基伯龙号（Quiberon，1,296总吨）左舷。后者的船艉立即折断并沉没，船艏部分在被击中后四分钟内也垂直下沉。
第六次巡逻从1940年1月29日持续至2月8日，同样是前往北海和英格兰东岸游曳。在此期间，无护航的英国煤船埃伦·M号（Ellen M.，498总吨）于2月1日20:44被的U-59号发射的一枚鱼雷击中船前部，几分钟后在洛斯托夫特东北部沉没，船上9人全数罹难。翌日清晨06:24，无护航的英国液货船克里奥菲尔德号（Creofield，838总吨）又被于尔斯特发射的一枚鱼雷击中船舯部，爆炸并在洛斯托夫特以东沉没，17名船员全数遇害。当天晚上20:40，U-59号还在史密斯丘灯船西南偏西不到1海里处击沉了无护航的英国货船波特莱特号（Portelet，1,064总吨），造成2名船员死亡。此次任务结束后，U-59号于2月11日至26日前往造船厂接受大修。
1940年3月31日下午18:54，于尔斯特率U-59号从威廉港启航执行第八次巡逻，参与德国入侵丹麦和挪威的威悉演习行动。它与U-13、U-19、U-57和U-58号共同组成第6潜艇集群，作战区域位于彭特兰湾附近海域。4月6日凌晨03:16，U-59号曾在梅恩兰岛以西的公海上发射鱼雷击中了挪威货船纳瓦拉号（Navarra，2,118总吨）右舷与3号舱口并列的位置，导致后者在七分钟内沉没。同一天，该艇还在北海遭到一艘敌对潜艇的攻击，并观察到一条鱼雷轨迹在艇尾约100米处掠过。自4月11日起，该艇转往设得兰群岛周边巡逻，并在挪威的卑尔根进行维修和补给，至5月7日经威廉港和威廉皇帝运河返抵基尔，结束了这次为期三十七天、水面行程3,000海里（5,600）、水下行程1,119海里（2,072）的行动。
U-59号于1940年6月15日离开基尔，穿过威廉皇帝运河并在布伦斯比特尔执行护航任务，随后在北海发现发动机损坏，不得不停止航行。由于损坏无法在黑尔戈兰岛修复，该艇不得不返回基尔，于6月17日至7月17日在基尔的德意志造船厂进行维修和测试。

#### 马茨时期
前U-6号艇长、海军上尉约阿希姆·马茨于1940年7月18日接过U-59号的指挥权，他指挥了该艇的最后六次巡逻。其首个任务是率艇从基尔出发，穿过威廉皇帝运河，在布伦斯比特尔修理右舷发动机，并在黑尔戈兰岛经停后，前往在北大西洋和北海海峡巡逻。该艇于7月23日抵达卑尔根补充燃料和物资，并检修发动机，然后于8月1日凌晨03:45在托里岛西北约70海里（130）处发射三枚鱼雷击沉了1,981总吨的瑞典货船西金号（Sigyn）。经过十七天的航行，U-59号于8月4日抵达卑尔根。稍作停留后，马茨于8月8日重新出发，经由明奇海峡和北海海峡南下，并在完成水面1,800海里（3,300）、水下77海里（143）的航行后，于8月19日抵达德占法国的洛里昂。途中，无护航的英国货船贝蒂号（Betty，2,339总吨）于8月14日22:34在托里岛西北约35海里（65）处被U-59号发射鱼雷击沉，船长和29名船员遇难。
由于已经移驻洛里昂潜艇基地，U-59号得以在接下来的两次（第十一至第十二次）巡逻中从比斯开湾向大西洋出击，活动范围包括北部海峡和赫布里底群岛。其中在第十一次巡逻期间，该艇取得了服役生涯中最丰硕的战果：8月30日夜晚，马茨袭击了从利物浦至大西洋的OB-205号护航船队。首枚鱼雷于21:34击中4,943总吨的希腊货船圣加布里埃尔号（San Gabriel），尽管它受损后仍可由拖船拖抵克莱德河，却于9月3日在卡德罗斯附近搁滩，并在那里被宣布为全损。船队中第二艘遇袭的是重达8,009总吨的英国油轮粗饰蚶号（Anadara），它于当晚21:53在56°15′N 09°10′W / 56.250°N 9.167°W处被U-59号发射的鱼雷击中并受损，但仍可被拖走并后续完成修复。至翌日凌晨02:06，马茨再向从船队中分散的三艘货船发射了两枚鱼雷，全数击中英国货船拜伯里号（Bibury，4,616总吨）的左舷舯部前方，导致该船立即向左舷倾侧，并在5分钟内由船头沉没，船艉垂直升起出水。船上39名船员全数罹难。
1940年10月3日，U-59号在马茨的指挥下离开洛里昂，前往北大西洋执行最后一次巡逻。经过为期十七天、水面行程2,500海里（4,600）、水下行程123海里（228）的航行后，该艇于10月20日抵达基尔，沿途共击沉两艘商船：10月7日16:01，在爱尔兰的布拉迪角以西，无人护航的挪威货轮图赖讷号（Touraine，5,811总吨）被马茨发射的一枚鱼雷击中，该船是前一天晚上从OB-225号护航船队中掉队的。由于图赖讷号之后仍漂浮在水面上，德国潜艇再次发起攻击，但19:25和19:32时发射的两枚鱼雷均从该船下方掠过。致命一击于20:43达成，导致图赖讷号于21:39缓缓沉没。U-59号的最后一项战功于10月12日18:03取得，当时HX-77号护航舰队中的英国货轮太平洋游骑兵号（Pacific Ranger，6,865总吨）被马茨发射的一枚鱼雷击中船舯部，并在距离布拉迪角西北约134海里（248）处沉没。德国潜艇曾试图向救生艇上的幸存者提供食物，但由于海面波涛汹涌，未能成功。太平洋游骑兵号的55名船员其后被一艘冰岛拖网渔船接走。

## 袭击历史摘要
| 日期           | 船名           | 船籍         | 吨位  | 结局         |
| -------------- | -------------- | ------------ | ----- | ------------ |
| 1939年10月28日 | 猞猁二号       | 英国         | 250   | 击沉         |
| 1939年10月28日 | 圣尼丹号       | 英国         | 565   | 击沉         |
| 1939年10月30日 | 北部流浪者号   | 英國皇家海軍 | 655   | 击沉         |
| 1939年12月6日  | 华盛顿号       | 英國皇家海軍 | 209   | 击沉（触雷） |
| 1939年12月12日 | 马维克角号     | 英国         | 496   | 击沉（触雷） |
| 1939年12月16日 | 格里特雷菲尔号 | 挪威         | 1,568 | 击沉         |
| 1939年12月16日 | 利斯特号       | 瑞典         | 1,366 | 击沉         |
| 1939年12月17日 | 博戈号         | 丹麦         | 1,214 | 击沉         |
| 1939年12月17日 | 耶格斯博格号   | 丹麦         | 1,245 | 击沉         |
| 1940年1月19日  | 基伯龙号       | 法國         | 1,296 | 击沉         |
| 1940年2月1日   | 埃伦·M号       | 英国         | 498   | 击沉         |
| 1940年2月2日   | 克里奥菲尔德号 | 英国         | 838   | 击沉         |
| 1940年2月2日   | 波特莱特号     | 英国         | 1,064 | 击沉         |
| 1940年4月6日   | 纳瓦拉号       | 挪威         | 2,118 | 击沉         |
| 1940年8月1日   | 西金号         | 瑞典         | 1,981 | 击沉         |
| 1940年8月14日  | 贝蒂号         | 英国         | 2,339 | 击沉         |
| 1940年8月30日  | 圣加布里埃尔号 | 希腊         | 4,943 | 全损         |
| 1940年8月30日  | 粗饰蚶号       | 英国         | 8,009 | 击伤         |
| 1940年8月31日  | 拜伯里号       | 英国         | 4,616 | 击沉         |
| 1940年10月7日  | 图赖讷号       | 挪威         | 5,811 | 击沉         |
| 1940年10月12日 | 太平洋游骑兵号 | 英国         | 6,865 | 击沉         |